# The Arden Shakespeare
The Arden Shakespeare ist der Titel einer Gesamtausgabe der Werke von William Shakespeare. Zu der Ausgabe gehört eine einbändige Leseversion, wissenschaftliche Einzelausgaben der Werke mit Einleitung, Kommentar und Anmerkungen und ergänzende Sekundärliteratur. Bislang sind drei Auflagen erschienen. Parallel zu den Werken Shakespeares erscheint die Reihe Arden Early Modern Drama mit Werken von Autoren der Shakespeare-Zeit. Der Titel der Ausgabe bezieht sich auf den Wald von Arden, wo Shakespeares As You Like It spielt.

## First Series
Die erste Auflage der Reihe ("The First Series") erschien im Verlag Methuen Publishing und startete mit Edward Dowdens Ausgabe des Hamlet im Jahre 1899. In den folgenden 25 Jahren wurden alle Werke Shakespeares in 37 Einzelbänden von verschiedenen Herausgebern veröffentlicht. Der Arden Shakespeare stellte damit historisch als erste vollständige Reihenausgabe mit unterschiedlichen Bearbeitern eine Alternative zu den vorherigen Gesamtausgaben der Werke Shakespeares dar, die editorisch in einer Hand lagen. Die allgemeine Leitung der "First Series" hatte in den Jahren 1899–1906 zuerst William James Craig und dann von 1909 bis 1944 R. H. Case.
Der Text der ersten Arden-Ausgabe entsprach dem Referenztext für die Verszählung, dem sog. "Globe-Shakespeare". Dies ist eine einbändige Gesamtausgabe, die 1864 von William George Clark und William Aldis Wright auf der Grundlage des Textes des neunbändigen "Cambridge-Shakespeare" die dieselben Autoren in den Jahren 1863–1866 erstellten, verfertigt und 1891–1893 von W. C. Clark und John Glover neu aufgelegt wurde. Der Text des "Globe-Shakespeare" von 1891 ist auch die Grundlage der "Complete Concordance" von John Bartlett von 1894.
Trotz der engen textlichen Anlehnung an den Old Cambridge Shakespeare kam der ersten Arden-Reihe dennoch ein besonderer Stellenwert in der Editionsgeschichte der Werke Shakespeares zu. Die Herausgeber folgten einem Editionskonzept, das sich im ausgehenden 19. Jahrhundert herausgebildet hatte, und versahen die einzelnen Ausgaben jeweils mit ausführlichen Einleitungen sowie umfangreichen Worterklärungen und Anmerkungen zum textlichen und inhaltlichen Verständnis; ebenso fügten sie einen Variantenapparat bei und ergänzten Realien wie beispielsweise Quellenangaben oder historische Bezüge.

## Second Series
Die zweite Ausgabe wurde im Jahre 1946 begonnen und wurde um 1980 abgeschlossen. Die leitenden Herausgeber waren von 1948 bis zu ihrem Tod 1958 Una Ellis-Fermor, dann Harold F. Brooks (1952 – 82), Harold Jenkins (1958 – 82) und Brian Morris (1975 – 82). Im Gegensatz zu der ersten Serie, die sich mit "The Globe Shakespeare" an einer gemeinsamen Textgrundlage orientierte, erstellt seit der zweiten Serie jeder individuelle Herausgeber eine eigene Ausgabe des Textes.
Zu Beginn der Überarbeitung der ersten Reihe blieb zunächst das allgemeine Editionskonzept im Hinblick auf die Textredaktion und die Gestaltung des Kommentarteils weitgehend unverändert; erst mit dem Wechsel der Gesamtherausgeber wurde unter dem Einfluss wachsender Kritik an den ersten neu erschienenen Bänden ebenso das grundlegende editorische Konzept überdacht. Dabei wurden zunehmend auch Erkenntnisse aus der jüngeren Textkritik und neuere editionswissenschaftliche Forschungsergebnisse einbezogen. Die Einzeleditoren hatten allerdings einen großen individuellen Spielraum für ihre sachlichen Erläuterungen oder Interpretationen und Textkommentare, so dass die einzelnen Bände der zweiten Arden-Reihe sowohl in den Textfassungen wie auch im Anmerkungsapparat eine durchaus unterschiedliche Qualität aufweisen.
Das von der Arden-Edition geprägte Muster der Reihenausgabe mit verschiedenen Einzeleditoren unter einer allgemeinen Leitung ist inzwischen von zwei weiteren Reihenausgaben übernommen worden: zum einen von der New Cambridge Shakespeare Ausgabe, die jedoch nicht mit der ebenfalls von der Cambridge University Press verlegten, gleichnamigen Gesamtausgabe von J. D. Wilson verwechselt werden darf, und zum anderen von der Oxford Shakespeare Ausgabe im Rahmen der World’s Classics-Serie der Oxford University Press.

## Third Series
An der Herausgabe der "The Third Series" wurde ab 1990 gearbeitet. Die ersten Bände erschienen beim Verlag Routledge, gefolgt von Thomson und Cengage Learning. Ab Dezember 2008 erschien die Serie wieder bei Methuen und seit dem Februar 2013 bei Bloomsbury. Die leitenden Herausgeber sind Richard Proudfoot, Ann Thompson, David Scott Kastan und Henry Woudhuysen. Zu den Besonderheiten der "Third Series" gehört die Edition von sog. Shakespeare Apokryphen. Double Falsehood erschien im Jahre 2010, gefolgt von Sir Thomas More zu dem Shakespeare vermutlich eine Szene beigetragen hat. Die Neuausgabe des Hamlet besorgten im Jahre 2006 Ann Thompson und Neil Taylor in zwei Bänden. Der erste Band basiert auf dem Text des zweiten Quarto (1604 – 05) und der zweite Band enthält den Text des ersten Quarto von 1603 und den Folio-Text von 1623. Die dritte Reihe der Arden Edition beruht zwar nicht auf einem grundlegend neuen Editionskonzept, folgt aber der heutigen Sicht des Shakespeare-Textes und bezieht die Einsichten der neueren Shakespeare-Editorik ein. Zusätzlich zum orthodoxen Kanon ist ein zu den Shakespeare Apocrypha gezähltes Werk in der Serie erscheinen, nämlich King Edward III, herausgegeben von Richard Proudfoot und Nicola Bennett (2017). Mit dem Erscheinen von Measure for Measure am 23. Januar 2020 wurde die Edition vollendet.
- King Henry V, herausgegeben von T. W. Craik (1995)
- Antony and Cleopatra, hg. von John Wilders (1995)
- Titus Andronicus, hg. von Jonathan Bate (1995)
- Othello, hg. von E. A. J. Honigmann (1996)
- The Two Noble Kinsmen, hg. von Lois Potter (1996, überarbeitete Neuausgabe Februar 2015)
- King Lear, hg. von R. A. Foakes (1997)
- Shakespeare's Sonnets, hg. von Katherine Duncan-Jones (1997)
- Troilus and Cressida, hg. von David Bevington (1998)
- Love’s Labour’s Lost, hg. von H. R. Woudhuysen (1998)
- Julius Caesar, hg. von David Daniell (1998)
- King Henry VI, Part 2, hg. von Ronald Knowles (1999)
- The Merry Wives of Windsor, hg. von Giorgio Melchiori (1999)
- The Tempest, hg. von Virginia Mason Vaughan und Alden T. Vaughan (1999)
- King Henry VI, Part 1, hg. von Edward Burns (2000)
- King Henry VIII, hg. von Gordon McMullan (2000)
- King Henry VI, Part 3, hg. von John D. Cox und Eric Rasmussen (2001)
- King Richard II, hg. von Charles R. Forker (2002)
- King Henry IV, Part 1, hg. von David Scott Kastan (2002)
- The Two Gentlemen of Verona, hg. von William C. Carroll (2004)
- Pericles, hg. von Suzanne Gossett (2004)
- Much Ado About Nothing, hg. von Claire McEachern (2005, überarbeitete Neuausgabe September 2015)
- Hamlet: The Text of 1604, hg. von Ann Thompson und Neil Taylor (2006)
- As You Like It, hg. von Juliet Dusinberre (2006)
- Hamlet: The Texts of 1603 and 1623, hg. von Ann Thompson und Neil Taylor (2007)
- Shakespeare's Poems, hg. von Katherine Duncan-Jones und H. R. Woudhuysen (2007)
- Twelfth Night, hg. von Keir Elam (2008)
- Timon of Athens, hg. von Anthony B. Dawson und Gretchen E. Minton (2008)
- King Richard III, hg. von James R. Siemon (2009)
- Double Falsehood, hg. von Brean Hammond (2010)
- The Taming of the Shrew, hg. von Barbara Hodgdon (2010)
- Shakespeare's Sonnets, überarbeitete Ausgabe, hg. von Katherine Duncan-Jones (2010)
- The Winter's Tale, hg. von John Pitcher (2010)
- The Merchant of Venice, hg. von John Drakakis (2011)
- Sir Thomas More, hg. von John Jowett (2011)
- The Tempest, überarbeitete Ausgabe, hg. von Virginia Mason Vaughan und Alden T. Vaughan (2011)
- Romeo and Juliet, hg. von René Weis (2012)
- Coriolanus, hg. von Rob Hastie und Josie Rourke (2013)
- Macbeth, hg. von Sandra Clark und Pamela Mason (2015)
- King Henry IV, Part 2, hg. von James C. Bulman (2016)
- The Comedy of Errors, hg. von Kent Cartwright (2017)
- Cymbeline, hg. von Valerie Wayne (2017)
- A Midsummer Night's Dream, hg. von Sukanta Chauduri (2017)
- King John, hg. von John Tobin und Jesse Lander (2018)
- All's Well That Ends Well, hg. von Suzanne Gossett und Helen Wilcox (2018)
- Measure for Measure, hg. von A.R. Braunmuller und Robert N. Watson (2020)